# Liste der Naturschutzgebiete in Delmenhorst
In Delmenhorst gibt es zwei Naturschutzgebiete (Stand Februar 2017).
| Name des Gebietes                   | Bild           | Kennung | WDPA      | Landkreis / Stadt | Beschreibung / Bemerkungen | Standort | Fläche in Hektar | Jahr der Verordnung |
| ----------------------------------- | -------------- | ------- | --------- | ----------------- | -------------------------- | -------- | ---------------- | ------------------- |
| Hemmelskamp                         | weitere Bilder | WE 097  | 81862     | Stadt Delmenhorst |                            | Position | 8,39             | 1980                |
| Sandhauser Brake und Schwarze Brake | weitere Bilder | WE 277  | 555514027 | Stadt Delmenhorst |                            | Position | 20,49            | 2010                |